# ایوان چارپینوف
ایوان چارپینوف (انگلیسی: Ivan Cheparinov؛ زادهٔ ۲۶ نوامبر ۱۹۸۶) شطرنج‌باز و استادبزرگ اهل بلغارستان است. او چهاربار در سال‌های ۲۰۰۴، ۲۰۰۵، ۲۰۱۲ و ۲۰۱۸ قهرمان شطرنج بلغارستان شده‌است.

## سال‌های اولیه
چارپینوف در پنج سالگی شطرنج را یادگرفت و به سرعت در آن مهارت پیدا کرد. در سال ۲۰۰۰ در مسابقات قهرمانی جوانان بلغارستان شرکت کرد و این رقابت‌ها را برنده شد.